# کوسه دندان‌چنگکی
کوسه دندان‌چنگکی (نام علمی: Chaenogaleus macrostoma) نام یک گونه از تیره کوسه‌های راسویی است.